# Relations entre l'Association sud-asiatique pour la coopération régionale et l'Union européenne
Les relations entre l'Association sud-asiatique pour la coopération régionale (ASACR) et l'Union européenne repose notamment sur les encouragements de cette dernière à poursuivre son objectif de créer une zone de libre-échange. Instaurées en 1985, les relations entre l'Union européenne et l'ASACR se basent notamment sur des accords de coopération conclus de manière séparée, mais au contenu similaire, avec les États membres de cette organisation depuis 1994.

## Sources

## Compléments